# Sporty
Sporty és un personatge creat per Juan Carlos Ramis a finals dels anys 80. Es publicava en les revistes Mortadelo i SuperMortadelo.
Sporty és un xicot obsessionat per l'esport, i a cada historieta en practicava un de diferent. A partir de les Olimpíades de Barcelona, en què la temàtica esportiva perdrà actualitat, les historietes de Sporty se centraran menys en aquesta temàtica. El que si se mantindrà durant tota la trajectòria de la sèrie seran els personatges secundaris Mamerto, Renata (la xicota de Sporty) i el secundari multiusos Mafrune, que al final esdevindrà un personatge fix, com a pare de Renata. Un altre tret distintiu d'aquesta sèrie és l'humor absurd que totes les sèries de Ramis tenen.

## Àlbums publicats
- Sporty - Col·lecció Olé. Ed.B
- Sporty - Olé nº4 Ed.B
- Sporty más tonto imposible - Olé nº14 Ed.B